# فمتوثانية
الفيمتو ثانية (بالإنجليزية: Femtosecond)‏ هو عبارة عـن مليون مليار (كوادرليون) جزء من الثانية. أي (عشرة مرفوعة للقوة -15) والنسبة بين الثانية والفيمتو ثانية كالنسبة بين الثانية و32 مليون سنة. ويقطع الضوء خلاله مسافة قدرها قطر الفيروس.
وأول استخدام عملى لهذه الفترة الزمنية بالغة الضآلة كان ابتكار نظام تصوير من قبل العالم المصري أحمد زويل يرصد حركة الجزيئات عند تكوينها وعند تكوين روابط كيميائية بين بعضها ببعض والوحدة الزمنية التي تلتقط فيها هذه الصورة هي الفيمتو ثانية، وذلك حينما أراد أن يصور بالضبط ما يحصل خلال التفاعلات الكيميائية وقد كان هذا الشئ مستحيلا قبلا لأن هذه التفاعلات تحدث بسرعة كبيرة جداً وعند تسليط الضوء على هذه التفاعلات يسبب الضوء تشتت الإلكترونات فلا يمكن حينها تصوير تفكك الروابط بين المركبات أو إعادة ترابطها معا ولكن تمكن زويل من تسليط أشعة الليزر على التفاعلات وتصويرها بكاميرات دقيقة تمكنت من التقاط ما يحدث في جزء من مليون مليار جزء من الثانية الواحدة.

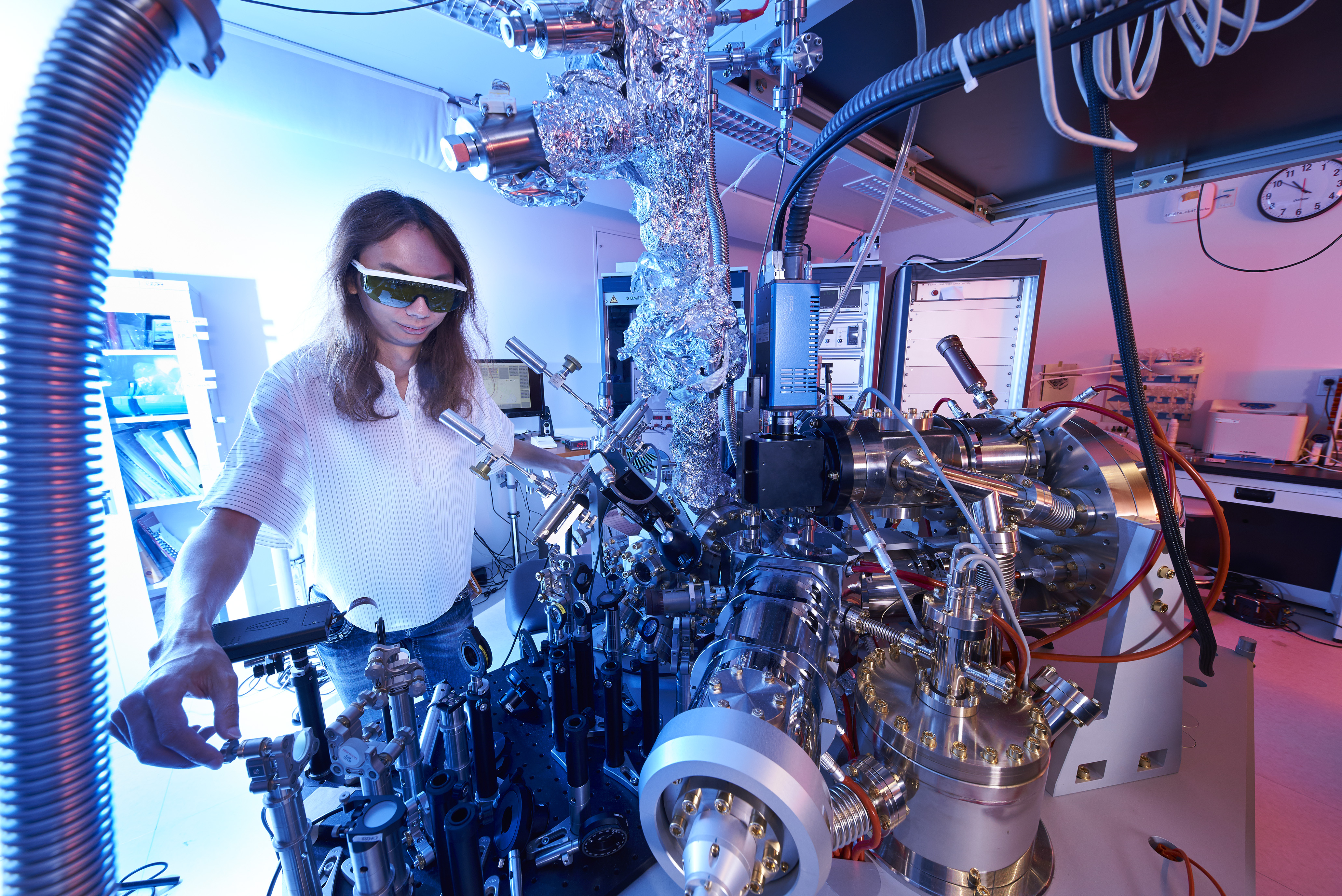
نظام تصوير باليابان مستخدم لتصوير التفاعلات الكميائية بزمن مقدر بالفمتو ثانية

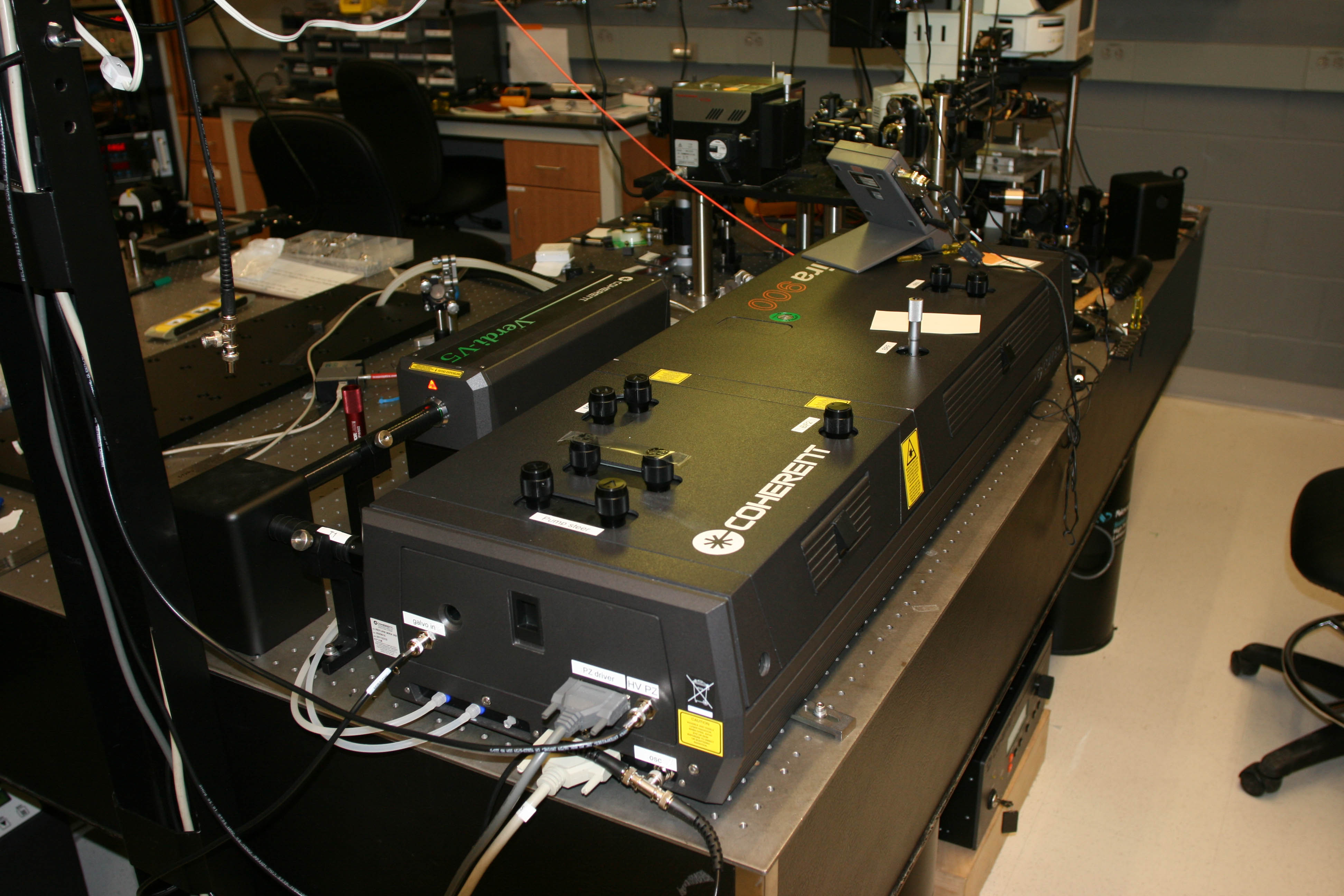
جهاز تجاري يستخدم لأنتاج نبضة ليزر بزمن مقدر بوحدة الفيمتو تانية

## احداث مقاسة بالفيمتو ثانية
300 فيمتو ثانية هو متوسط زمن التفاعلات الكميائية.
15 فيمتو ثانية هو زمن اسرع جزء في تفاعل كميائي كأمتصاص فوتون ضوئي في عملية التمثيل الضوئي.
1.3 و 2.75 فيمتو تانية هو الزمن الموجي لتردد الفوتون على اطراف المدي المرئي (بالترتيب من الاحمر لتحت الاحمر ومن البنفسجي لفوق البنفسجي)

## آلية الكاميرا
الكاميرا المبتكرة بنيت على تقنية ليزر جديدة تعتمد على إرسال ومضات ضوئية سريعة جداً مقدارها بضع عشرات من الفيمتو ثانية بمعنى ان ومضة الليزر تطلق في زمن قدره بضع عشرات من الفيمتو ثانية. وقبل إطلاق الومضات تدخل مكونات التفاعل إلى مطياف جهاز الفيمتو ثانية على شكل حزم من المواد في غرفة تفريغ.
يقوم جهاز الليزر المتطور بإرسال نبضتين الأولى قوية تصدم الجزيئات وتثيرها إلى حالة من الطاقة العالية فتتأرجح كل الجزيئات في آن واحد تحت تأثير الترابط الجزيئي بينها وكأنها صفوف في كتيبة عسكرية والنبضة الثانية هي نبضة جس ضعيفة (probe pulse) يتم اختيار لها طول موجي مناسب لاكتشاف الجزيء أو صورة معدّلة منه.
النبضة الأولى هي إشارة بدء التفاعل بينما النبضة الثانية تفحص كل ما يجري في التفاعل من حركة بطريقة مطيافية رؤية الجسم المتحرك بنفس سرعة دوران الجهاز نفسه وكأن الجسم المتحرك ساكن".
والفاصل الزمني بين النبضتين يكون فيه ملاحظة مدى سرعة التحول والأوضاع الجديدة التي بأخذها الجزيء عند إثارته واجتيازه للمرحة الانتقالية.
والصور التي تظهر للجزيء أثناء إثارته تترك لها أطياف – وكأنها بصمات أصابع – يمكن رؤيتها على الشاشة وبتتابع النبضات والصور نحصل على صور متتابعة تشبه الفيلم يعرض حركات الجزيئات ببطئ شديد وهى أشبه إلى حد كبير إعادة هدف في كرة القدم ببطء.

## التطور
فتح هذا الاختراع الباب على مصراعيه من أجل التقدم والبحث ولعل أفضل العلوم التي ظهرت حديثا عقب اكتشاف أحمد زويل هو علم كيمياء الفيمتو.
وببساطة فإن علم الفيمتو كيمياء حول تخيلات العلماء للتفاعلات الكيميائية إلى مشاهدة على أرض الواقع عن طريق تلك الكاميرا التي تصور التفاعلات الكيميائية بدقة كانت تعتبر قديماً من باب المستحيلات.

## اقرأ أيضًا

مخطط نظام تابع لمخبرات جامعة كالتيك اعلن في مايو 2020 يقوم بالتصوير بسرعة 70 تيرا صورة بالثانية

- تقنية الفمتو
- ليزر بالفمتو ثانية